# Heinz Müller (Politiker, 1914)
Heinz Müller (* 30. November 1914 in Erndtebrück; † nach 1986) war ein deutscher Politiker und von 1961 bis 1963 Landrat des Kreises Wittgenstein.

## Leben
Heinz Müller wurde am 30. November 1914 in Erndtebrück geboren. Sein Vater war Bau- und Möbelschreiner. Er selbst absolvierte auch eine Schreinerlehre. 1935 bestand er sein Abitur an der Oberrealschule Weidenau. Bereits als Schüler setzte er sich für den Nationalsozialismus ein, indem er der HJ beitrat, wo er seit 1934 Fähnleinführer war. Nach Ablauf der vierjährigen Eintrittsperre beantragte er am 22. Oktober 1937 die Aufnahme in die NSDAP und wurde rückwirkend zum 1. Mai desselben Jahres aufgenommen (Mitgliedsnummer 5.745.423). Seit 1935 war er im NSKK und wurde dort drei Jahre später zum Rottenführer ernannt. Er war Mitglied des völkisch-nationalistischen Volksbunds für das Deutschtum im Ausland (VDA). Müller wurde 1939 zum Wehrdienst eingezogen und im selben Jahr zum Regierungsinspektor beim Regierungspräsidium Stettin ernannt. 1942 wurde ihm das Kriegsverdienstkreuz II. Klasse verliehen. Seine Stettiner Stelle hatte er bis 1945 inne. 
Heinz Müller kehrte 1948 aus sowjetischer Kriegsgefangenschaft nach Erndtebrück zurück und übernahm dort den Schreinerbetrieb des im Krieg verschollenen Vaters. Im Rahmen der Entnazifizierung wurde er zunächst in die Kategorie IV der gering Belasteten („Mitläufer“) und in einem späteren Berufungsverfahren 1949 wie viele als „entlastet“ in die Kategorie V eingestuft.
Der FDP trat Müller 1952 bei und war von 1958 bis zu dessen Auflösung 1974 Vorsitzender des FDP-Kreisverbandes Wittgenstein. Er saß von 1952 bis 1961 sowie von 1964 bis 1974 in der Gemeindevertretung Erndtebrück und wurde 1969 Bürgermeister der Gemeinde. Ferner war er auch im Kreistag Wittgenstein (1952–1956 sowie 1961–1969). Von dem Amt als Landrat trat er 1963 nach zwei Jahren zurück.
Er war darüber hinaus in verschiedenen Gremien aktiv. Dazu gehörten unter anderem der Landkreistag Nordrhein-Westfalen sowie diverse Sparkassenausschüsse. Von 1948 bis 1986 leitete er den vormals väterlichen Bau- und Möbelschreinerbetrieb.
Als bleibenden politischen Verdienst für Erndtebrück werden ihm der Ausbau und die Modernisierung von Straßen, der örtlichen Kanalisation, der Schulen sowie die Begründung der Städtepartnerschaft Erndtebrück-Bergues (Nordfrankreich) zugeschrieben.

## Auszeichnungen
Das Bundesverdienstkreuz am Bande wurde ihm im Jahr 1975 verliehen. Die Heinz-Müller-Straße in Erndtebrück ist nach ihm benannt.